# 林田球
林田 球（はやしだ きゅう、Q Hayashida、女性、1977年 - ）は、日本の漫画家、イラストレーター。東京都出身。東京都立芸術高等学校美術科卒業、東京芸術大学美術学部絵画科油画専攻卒業。

## 来歴
1997年、『月刊アフタヌーン』の四季賞で準入賞となった『ソファーちゃん』でデビュー。画風は、荒々しくも細かい描きこみが特徴である。人体のデッサン、背景やキャラクターのディテールへのこだわりが強い。筋骨隆々とした男女が多く登場し、鉛筆による下書きを消さずに用いたり、はみ出しや混色を気にせず大胆に塗られたカラー原稿なども特徴的。
激しい戦闘によって血肉や内臓を撒き散らす描写など、グロテスクな描写が多いが、一方で、とぼけたひょうきんさや平穏な日常生活の描写も多く、それらが混在した独特の雰囲気がある。「季刊エス」（スタイル／飛鳥新社）創刊号での作者インタビューでは、『週刊少年ジャンプ』などの少年漫画の影響が多いと語っている。
自画像は球状の物体。

## 作品リスト

### 長編作品 (漫画)
- 魔剣X ANoTHER（1999年 - 2001年、マガジンZ、講談社） - アトラス開発のTVゲーム「魔剣X」を原作としている。2008年12月に、エンターブレインより再編集版である「魔剣X Another Jack」が全2巻で発売されている。
- ドロヘドロ（2000年 - 2018年[2]、ビッグコミックスピリッツ増刊IKKI・月刊IKKI・ビッグコミックスピリッツ増刊ヒバナ・ゲッサン、小学館）
- 大ダーク（2019年[3] - 連載中、ゲッサン、小学館）

### 短編作品 (漫画)
- ソファーちゃん（四季賞クロニクル収録）
- HUVAHH (2011年10月、2,000部完全限定生産のシャドウ オブ ザ ダムド / オフィシャルアートガイドブック『KURAYAMI MAGAZINE』にスピンオフの短編として収録 )[4]
- 地下地下 （2012年12月1日に発売されたワニマガジン社のコミックス「138˚E」に収録)[5]

### イラストレーション
- 牙の領域（中島望・著、講談社ノベルス、表紙）
- 十四歳、ルシフェル（中島望・著、講談社ノベルス、表紙・挿絵）
- 地獄変（中島望・著、講談社ノベルス、表紙・挿絵）
- 絶滅危惧ビデオ大全（植地毅・著、三才ブックス、表紙）
- 138ﾟE Vol.2（ワニマガジン社、表紙）
- 『Bloodborne: THE DEATH OF SLEEP』日本語訳版（表紙）

### キャラクターデザイン等
- シャドウ・オブ・ザ・ダムド（ゲーム）-ボスキャラクターデザイン。